# Alcohol coniferílico
Alcohol coniferílico es un compuesto orgánico. Es un fitoquímico incoloro sólido y cristalino, uno de los monolignoles. Se sintetiza a través de la vía bioquímica fenilpropanoide. Cuando polimeriza con compuestos aromáticos relacionados, alcohol coniferil forma lignina o lignanos. Coniferin es un glucósido del alcohol coniferilico.
Alcohol coniferílico es un intermedio en la biosíntesis del eugenol y de estilbenoides y cumarinas. El benjuí contiene cantidad significativa de alcohol coniferílico y sus ésteres.
Se encuentra tanto en plantas gimnospermas y angiospermas. el alcohol sinapílico y el alcohol paracoumaryl, los otros dos monómeros de la lignina, se encuentran en las plantas angiospermas plantas e hierbas.
Se trata de una feromona séquito de reina (QRP), un tipo de feromona de las abejas que se encuentra en las glándulas mandibulares.

## Biosíntesis
A primera proteína fue descubierta en Forsythia intermedia. Esta proteína se ha encontrado para dirigir la biosíntesis estereoselectiva de (+)-pinoresinol de monómeros del alcohol coniferílico. Recientemente, una segunda proteína fue identificado en Arabidopsis thaliana, que dirige la síntesis enantioselectiva de (-). pinoresinol-.